# Kathy Ireland
Kathleen Marie „Kathy” Ireland (n. 20 martie 1963, Glendale, California, SUA) este o actriță, autoare, antreprenoare și fotomodel american. Ireland a fost supermodel în anii 1980 și 1990 și este cunoscută în special pentru 13 apariții consecutive în revista Sports Illustrated Swimsuit Issue, inclusiv de 3 ori pe coperta acesteia.

## Filmografie
| An        | Titlu                                               | Rol                     | Note |
| --------- | --------------------------------------------------- | ----------------------- | --- |
| 1985      | Charles in Charge                                   | Woman in Line           | Episodul:"Snowed In" |
| 1988      | Alien from L.A.                                     | Wanda Saknussemm        | Film |
| 1989      | Journey to the Center of the Earth                  | Wanda Saknussemm        | Film |
| 1989      | Worth Winning                                       | necreditată             | Film |
| 1990      | Grand                                               | Sheila                  | Episodul: "Carnegie Hall" |
| 1990      | Side Out                                            | Marie                   | Film |
| 1990      | Mr. Destiny                                         | Gina                    | Film |
| 1991      | Necessary Roughness                                 | Lucy Draper             | Film |
| 1992      | Tales from the Crypt                                | Joyce                   | Episodul:"Beauty Rest" |
| 1992      | Mom and Dad Save the World                          | Semage, Raff's Daughter | Film |
| 1992      | Danger Island                                       | Laura                   | Film TV |
| 1993      | Loaded Weapon 1                                     | Destiny Demeanor        | Film |
| 1993      | Down the Shore                                      | Rachel                  | Episodul:"Computer Date" |
| 1993      | The Larry Sanders Show                              | Herself                 | Episodul:"The Breakdown: Part 1" |
| 1993      | Amore!                                              | Taylor Christopher      | Film |
| 1993      | A Perry Mason Mystery: The Case of the Wicked Wives | Dee Morrison            | Film TV |
| 1994      | Boy Meets World                                     | Alexis                  | Episodul: "Model Family" |
| 1994      | Bandit: Beauty and the Bandit                       | Crystal                 | Film TV |
| 1994      | Melrose Place                                       | Brittany Maddocks       | Episoadele: "Grand Delusions", "In-Laws and Outlaws", "It's a Bad World After All" and "I am Curious, Melrose"                                    |
| 1995      | Backfire!                                           | Jessica Luvintryst      | Film |
| 1995      | The Watcher                                         | Pilot                   | Serial TV |
| 1995      | Deadly Games                                        | Amber                   | Episoadele: "The Camp Counselor: Parts 1 & 2" |
| 1996      | Gridlock                                            | Michele Conner          | Film TV |
| 1995–1996 | The Fantastic Four                                  | Crystal (voce)          | Episoadele: "Doomsday", "The Sentry Sinister", "Inhumans Saga: Part 3: Beware the Hidden Land" and "Inhumans Saga: Part 2: The Inhumans Among Us" |
| 1996      | Miami Hustle                                        | Marsha Thomas           | Film TV |
| 1997      | Sabrina, the Teenage Witch                          | Shelley                 | Episodul: "Trial by Fury" |
| 1997      | Suddenly Susan                                      | Terri                   | Episoadele: "Love and Divorce American Style: Part 2" and "Love and Divorce American Style: Part 3"                                               |
| 1997      | Duckman: Private Dick/Family Man                    | Susan/Susie             | Episoadele: "Vuuck, as in Duck" and "Aged Heat 2: Women in Heat"                                                                                  |
| 1996–1997 | The Incredible Hulk                                 | Ogress (voce)           | Episoadele: "Fashion Warriors", "Down Memory Lane" and "Fantastic Fortitude"                                                                      |
| 1998      | The Lionhearts                                      | Survive (voce)          | Serial TV |
| 1998      | King of the Hill                                    | Sylvia                  | Episodul: "Peggy's Pageant Fever" |
| 1999      | Cosby                                               | Kara                    | Episodul: "He Who Hesitates is Lucas" |
| 1999      | Pensacola: Wings of Gold                            | Sarah                   | Episodul: "Tip of the Spear" |
| 1999      | Touched by an Angel                                 | Karla                   | Episodul: "The Last Day of the Rest of Your Life"                                                                                                 |
| 2000      | Once Upon a Christmas                               | Kristen Claus           | Film TV |
| 2001      | Twice Upon a Christmas                              | Kristen Claus           | Film TV |
| 2002      | Strong Medicine                                     | Amber Hutton            | Episodul: "Trauma" |
| 2002      | For Your Love                                       | Rhonda                  | Episodul: "The Helpless Hand" |
| 2002      | Totally Spies!                                      | Julia Hastings          | Episodul: "A Spy is Born: Part 1" |